# Ligota Łabędzka
Ligota Łabędzka (wcześniej: Ligota Kradziejowska, niem. Ellguth von Gröling albo lokalnie Dziertz i Zdziertz) – wieś sołecka w Polsce położona w województwie śląskim, w powiecie gliwickim, w gminie Rudziniec.
W latach 1975–1998 miejscowość administracyjnie należała do województwa katowickiego.

## Historia
Wieś wzmiankowana w 1297 roku. W XVIII-wiecznych księgach chrztów parafii Brzezinka najczęściej nazywana Dziertz, Dzierc, Zdziertz albo Zdzierc. Do końca marca 1983 roku nosiła nazwę Ligota Kradziejowska.

## Turystyka
Przez wieś przebiega szlak turystyczny:
- – Szlak Ziemi Gliwickiej